# Гринберг, Даниэль
Даниэль Гринберг (пол. Daniel Grinberg, 18.03.1950 г., Польша) — польский историк еврейского происхождения, с 1994 по 1995 год директор Еврейского исторического института, научный специалист по истории анархизма.

## Биография
Обучался в Варшавском университете, где в 1973 году получил научную степень магистра. В 1977 году защитил степень доктора наук по теме «Towarzystwo Fabiańskie: Ludzie-Idee-organizacja» (Фабианское общество: Люди-Идеи-организация). В 1987 году защитил хабилитацию. C 1991 года был профессором в Институте истории Белостокского университета и истории лёгкой атлетики в Польше.
В настоящее время Даниэль Гринберг занимается историей XIX века, историей социологии, историей идей, историософией, историей политической эмиграции и социальных движений, историей анархизма, историей эмансипации европейских евреев и историей лёгкой атлетики в Польше.
В 1989 году совместно с Мариолой Шавел Даниэль Гринберг перевёл на польский язык «Источники тоталитаризма» Ханны Арендт и в 1994 году издал перевод «Теории демократии» Джованни Сартори.
С 1994 по 1995 год был директором Еврейского исторического института.
В настоящее время также является членом Статистической комиссии Польского союза лёгкой атлетики, которым руководил с 1983 по 1989 год. Член Международного общества статистиков (Association of Track and Field Statisticians). Написал несколько работ по истории лёгкой атлетики в Польше.

## Сочинения
- Geneza apartheidu, Zakład Narodowy im. Ossolińskich, Wrocław, 1980;
- Ruch anarchistyczny w Europie Zachodniej: 1870—1914, wyd. PWN, 1994;
- 90 lat polskiej lekkoatletyki 1919—2009. wyd. Komisja Statystyczna PZLA, Warszawa, 2009. ISBN 978-83-902509-9-1 (в соавторстве)